# Manželé (film)
Manželé (v anglickém originále Husbands) je americký film z roku 1970, který natočil režisér John Cassavetes podle vlastního scénáře. Hlavní role v něm ztvárnili Ben Gazzara, Peter Falk a sám Cassavetes, hrající trojici mužů potýkající se s krizí středního věku poté, co jim zemře společný přítel. Dialogy postav vzešly z improvizace mezi Falkem, Gazzarou a Cassavetesem. Postavy jsou do značné míry vystavěny na osobnostech herců. Některé scény vznikly improvizovaně až přímo při natáčení. Výsledný film dosahuje v různých verzích vždy přibližně 140 minut. Původně byl mnohem delší, Cassavetes musel přibližně 85 minut na nátlak distributora odstranit. Po prvních promítáních bylo odstraněno dalších 11 minut. V roce 2009 byl film vydán na DVD i s vystřiženými 11 minutami. Již dříve vystřižený materiál je však považován za ztracený. Film byl neúspěšně nominován na Zlatý glóbus za nejlepší scénář. Dne 18. září 1970 ústřední trojice herců vystoupila v pořadu The Dick Cavett Show v rámci propagace filmu. Všichni se ale během rozhovoru vyhýbali jakékoliv otázce věnované právě filmu, který měli propagovat.